# Rex (Behringersdorf)
Rex is een historisch merk van motorfietsen.
De bedrijfsnaam was Rex Kraftfahrzeug GmbH, Behringersdorf bei Nürnberg.
Rex was Duits merk dat van 1923 tot 1925 een klein aantal 300- en later 350 cc tweetakten bouwde. In de periode 1920-1925 ontstonden honderden kleine bedrijfjes in Duitsland die lichte, goedkope motorfietsen produceerden, meestal met gebruik van inbouwmotoren van andere merken. Daarmee creëerden ze soms werk voor personeel dat voorheen in de oorlogsindustrie had gewerkt. Door de enorme concurrentie waren ze vaak slechts in hun eigen regio enigszins succesvol, maar alleen al in 1925 verdwenen ruim 150 van deze kleine fabriekjes van de markt. Daar hoorde Rex ook bij.
- Andere merken met de naam Rex, zie Rex (Coventry), Rex (Halmstad) en Rex (München).